# Аиса, Патрик
Патрик Аиса (англ. Patrick Aisa; 6 июля 1994, Порт-Морсби, Папуа — Новая Гвинея) — папуанский футболист, нападающий новозеландского клуба «Гамильтон Уондерерс» и сборной Папуа — Новой Гвинеи.

## Клубная карьера
Начинал карьеру в клубах чемпионата Папуа — Новой Гвинеи. 21 июля 2017 года перешёл в новозеландский клуб «Гамильтон Уондерерс». Дебютировал в новом клубе 26 ноября того же года в матче чемпионата Новой Зеландии против «Кантербери Юнайтед».

## Карьера в сборной
12 октября 2014 года дебютировал за сборную Папуа — Новой Гвинеи в товарищеском матче проитив сборной Филиппин.